# Xanthia carneago
Xanthia carneago là một loài bướm đêm trong họ Noctuidae.